# Karl Fischl

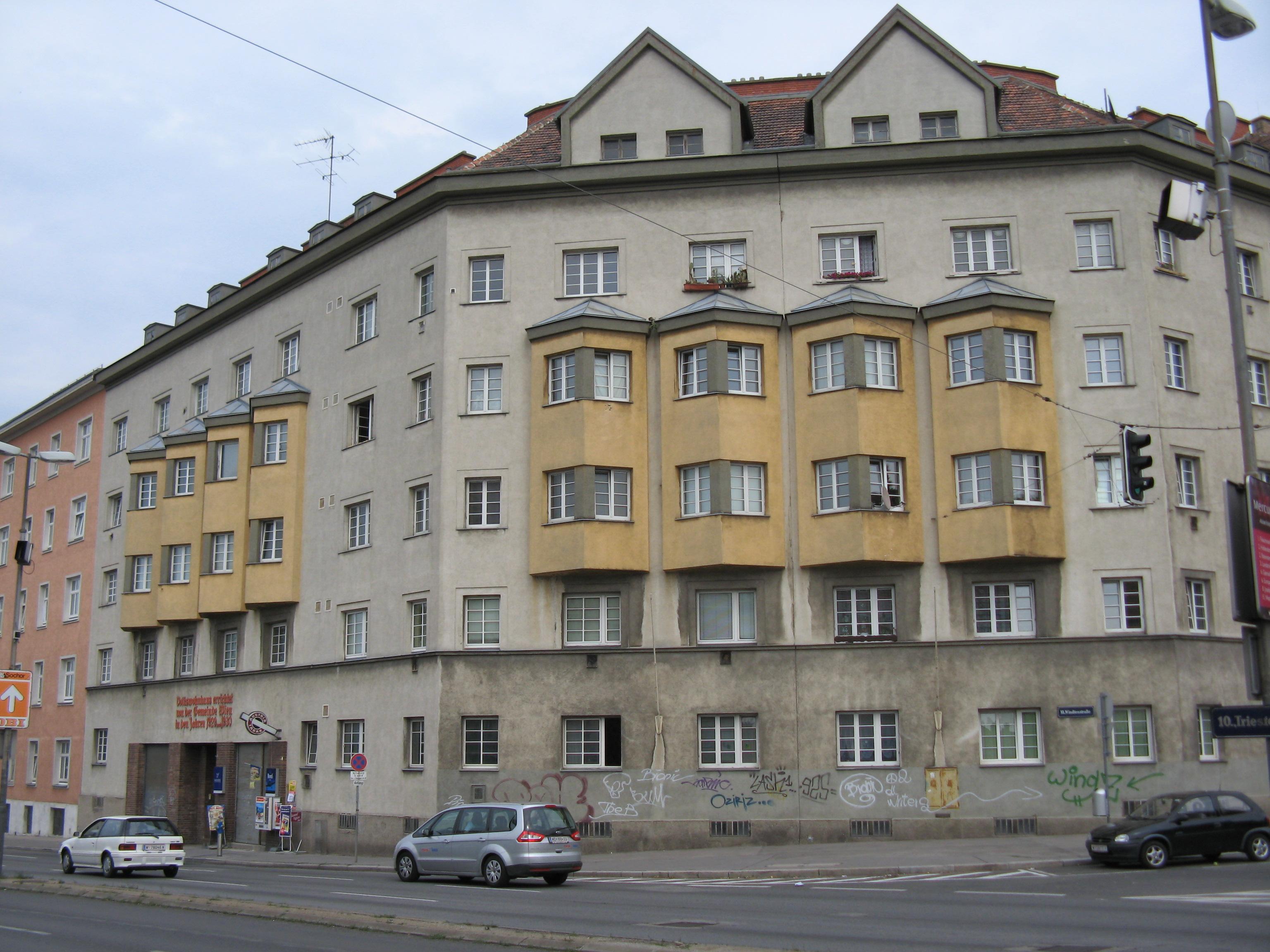
Wohnhausanlage (1929), Triester Straße 75–77, von Karl Fischl

Karl Adalbert Andreas Fischl-Pirkhänfeld (* 17. April 1871 in Birkfeld als Karl Adalbert Andreas Heinisch; † 21. Februar 1937 in Kainbach bei Graz) war ein österreichischer Architekt. Er gilt als Vertreter des Jugendstils.

## Leben
Karl Fischl wurde am 17. April 1871 als Sohn des Hutmachermeisters Karl Heinisch (vulgo Fischl) und dessen Ehefrau Sophia in Birkfeld geboren und am selben Tag auf den Namen Karl Adalbert Andreas getauft.
Der Schüler Karl Freiherr von Hasenauers und Otto Wagners sowie Kollege Josef Plečniks, baute vorwiegend Privathäuser (samt Inneneinrichtung) in Wien und Umgebung. Nach dem Ersten Weltkrieg ist außer der – im Übrigen sehr markanten – Gemeindewohnanlage, Wien-Favoriten, Triester Straße 75–77, kein weiterer Bau des offenbar schwer kranken Architekten belegt, der die letzten Lebensjahre in seiner steirischen Heimat verbrachte. Fischl ist am 2. Juni 1936 ins Pflegezentrum der Barmherzigen Brüder nach Kainbach bei Graz (Johannes v. Gott) gekommen und dort am 21. Februar 1937 gestorben. Begraben ist er ebenfalls dort im kleinen Waldfriedhof ohne Grabstein.

## Bedeutende Bauten
- Penzingerstraße 40 / Wien Penzing, 1901–1902, Wohnhaus der Maria Perger, restauriert 2003
- Wöllersdorferstraße 7 / Markt Piesting, 1902, Villa des k.k. Notars Huber, monumentaler Bau im Heimatstil
- Triester Straße 75–77 – Windtenstraße / Wien-Favoriten 1929–1930, Wohnhausanlage der Stadt Wien mit 53 Wohnungen. Die große Eckverbauung gegenüber der Spinnerin am Kreuz besitzt eine eigenwillige abgeschrägte Eckfassade, die durch zwei Spitzgiebel und zweigeschoßige Spitzerkergruppen geprägt wird.
- Mitarbeit in Otto Wagners Büro bei der Planung der Wiener Stadtbahn
- Winkelbreiten 6 / Wien Hietzing, 1913, Villa Wachtel.[2]